# کیلویس
کیلویس (به آلمانی: Kluis) یک شهر در آلمان است که در فرپومرن-روگن واقع شده‌است. کیلویس ۴۴۰ نفر جمعیت دارد.